# Třída Fudži
U japonských jmen je rodné jméno uváděno na prvním místě a rodové jméno na druhém
Při přepisu japonštiny byla použita česká transkripce
Třída Fudži (japonsky 富士型, Fudži-gata) byla třída dvou predreadnoughtů japonského císařského námořnictva postavených v letech 1894 až 1897 v britských loděnicích podle modifikovaných plánů bitevních lodí Royal Navy. Skládala se z lodí Fudži a Jašima – byly to první bitevní lodě, které Japonské císařství získalo. Původně byly objednány jako odpověď na čínské obrněnce, ale byly dokončeny až po první čínsko-japonské válce. Zúčastnily se rusko-japonské války, ve které se Jašima 15. května 1904 potopila po najetí na minu. Fudži byla v roce 1910 překlasifikována na kaibókan a jako plovoucí kasárna se dočkala druhé světové války, po které byla v roce 1948 sešrotována.

## Pozadí vzniku

### Rozhodnutí o stavbě

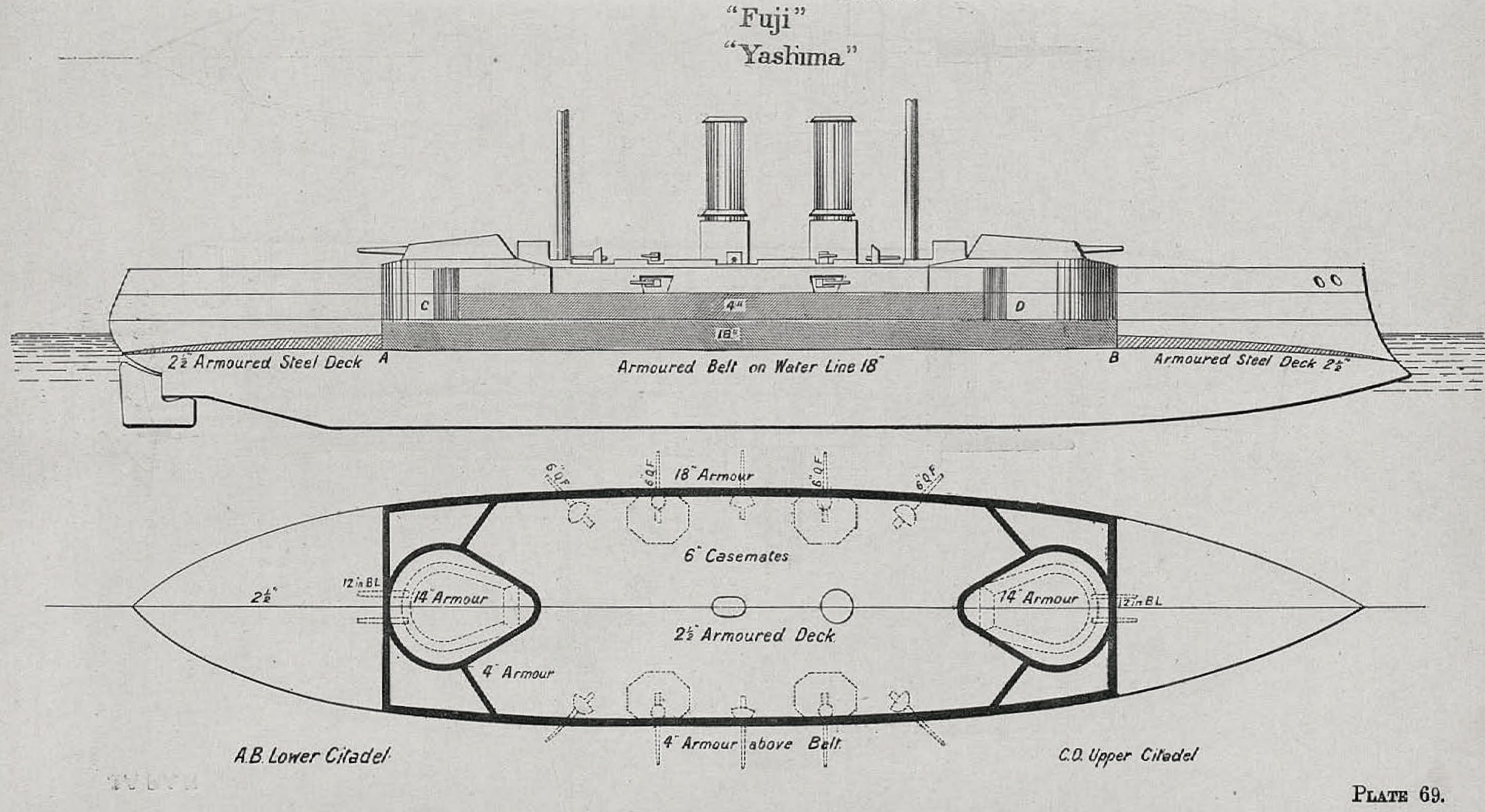
Základní uspořádání plavidla

Japonská námořní strategie na konci 19. století vycházela z francouzské radikální koncepce Jeune École, kterou sem přinesl a pomohl uvést do praxe francouzský námořní architekt a vojenský poradce v Japonsku, Emile Bertin. Přestože ne všichni byly přesvědčeni o správnosti této strategie, Japonsko znepokojovala čínská objednávka stavby nových bitevních lodí pro Pej-jang ťien-tuej (北洋艦隊 ~ Severní loďstvo) ve Francii. Protože Japonsko prozatím postrádalo technologii a kapacitu pro stavbu bitevních lodí, obrátilo se na Velkou Británii s objednávkou dvou co nejmodernějších bitevních lodí.

### Spory o financování stavby

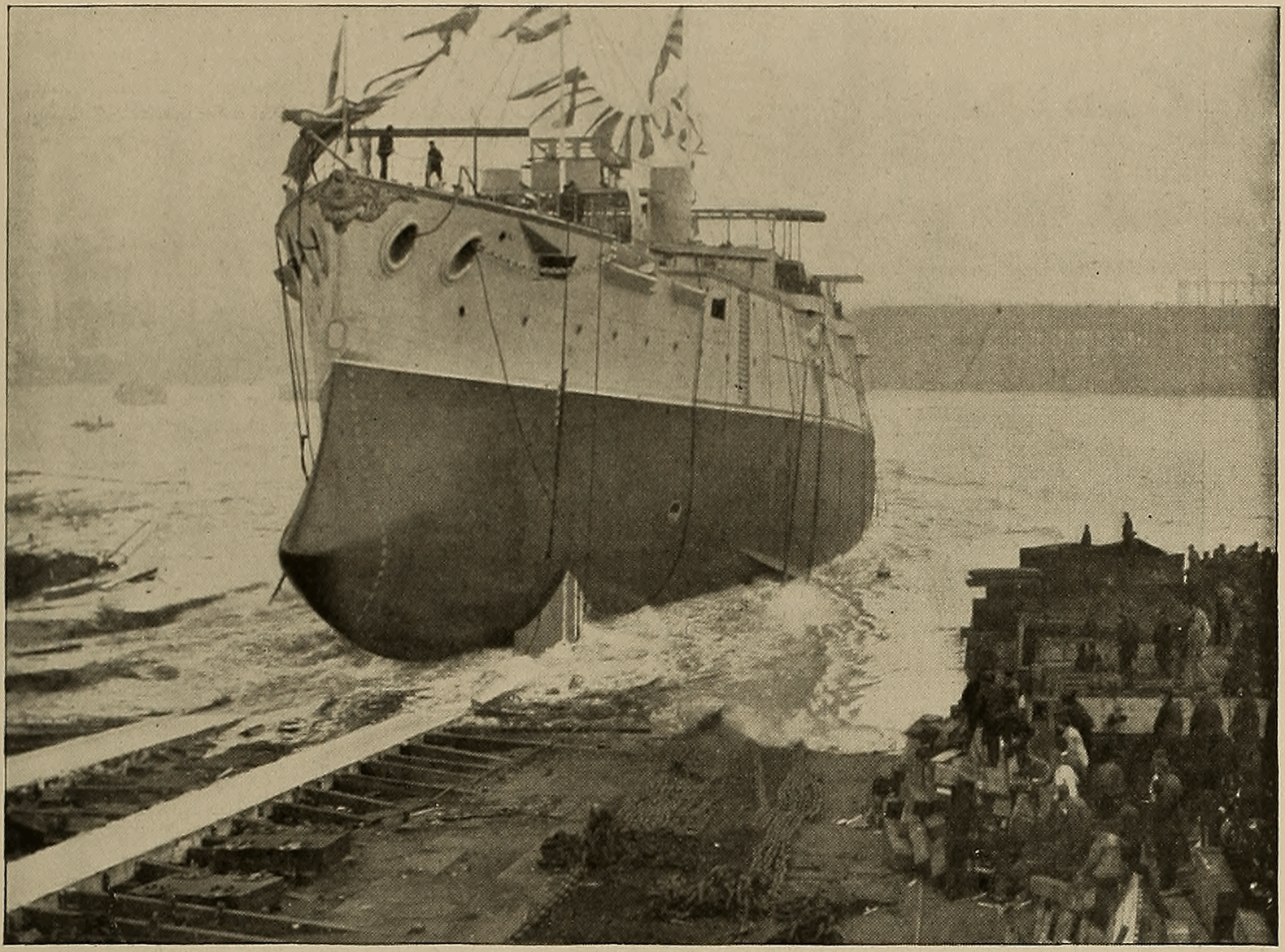
Jašima během spuštění na vodu

Kolem financování lodí se rozpoutaly spory v japonském parlamentu. Nejprve měly být peníze vyčleněny v rozpočtu na rok 1891, ale pro politické spory k tomu nedošlo. Ministerský předseda princ Masajoši Macukata tedy svůj požadavek přednesl znovu a když byl opět odmítnut, rozpustil svou vládu. Jeho nástupce Hirobumi Itó chtěl finance na stavbu lodí vyčlenit v roce 1892, ale opět neuspěl. Problém vedl až k mimořádné intervenci samotného císaře éry Meidži v prohlášení z 10. února 1893, ve kterém císař nabídl financování stavby obou bitevních lodí z vlastních prostředků, pomocí úspor na provoz státní administrativy a žádal tedy pro státní úředníky snížení platů o 10%. Parlament krátce nato přidělil stavbě lodí třídy Fudži dostatek prostředků.

## Konstrukce

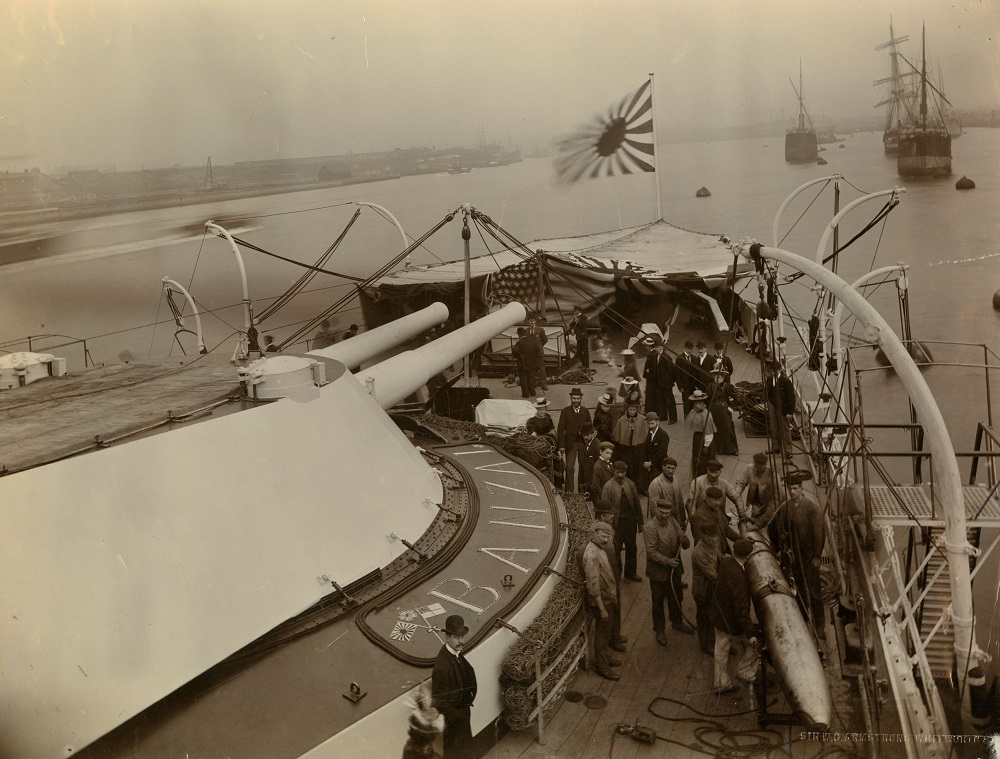
Dělová věž bitevní lodě Jašima

Konstrukce bitevních lodí třídy Fudži vycházela z bitevních lodí Royal Navy třídy Royal Sovereign. Tyto lodě, které projektoval Sir William White, byly ve své době považovány za technicky nejpokročilejší, největší a nejrychlejší na světě. Projekt třídy Royal Sovereign byl pro japonskou objednávku v mnoha ohledech přepracován a nové lodě byly například o 1,25 uzlu rychlejší.

### Výzbroj
Hlavní výzbroj bitevních lodí třídy Fudži tvořily čtyři kanóny ráže 305 mm o délce 40 ráží, umístěné v přední a zadní dělové věži. Pod označením Typ 41 je vyvinula zbrojovka Armstrong Whitworth a vyrobila Elswick Ordnance Company. Byly původně vyvinuty právě pro britské lodě třídy Royal Sovereign.
Sekundární výzbroj tvořilo 10 rychlopalných kanónů ráže 152 mm o délce 40 ráží. Ty měly lodě chránil proti menším plavidlům, jako byly torpédovky a torpédové čluny. Děla střední ráže byla umístěna po jednom a na dvou palubách, aby při případném zásahu bylo zničeno vždy jen jedno z nich. Část z nich byla umístěna v kasematách na boku lodi.
Lehčí výzbroj tvořilo 20 kusů kanónů ráže 47 mm o délce 40 ráží. Ty doplňovalo pět torpédometů, z nichž byly 4 pod hladinou a jeden v přídi nad hladinou.

### Pancéřová ochrana
Bitevní lodě třídy Fudži byly silně pancéřové pancířem typu Harvey. Ten tvořil pás 3 metry vysoký a 457 mm silný. Na koncích se jeho tloušťka zmenšovala až na 356 mm. Nad ním byl ještě 102 mm ocelový pancéřový pás. Za tímto pancéřovým pásem byly ještě 3 metry široké sklady uhlí, které tvořily další ochranu v případě zásahu. Pancéřová paluba měla sílu 63 mm.

## Jednotky třídyFudži

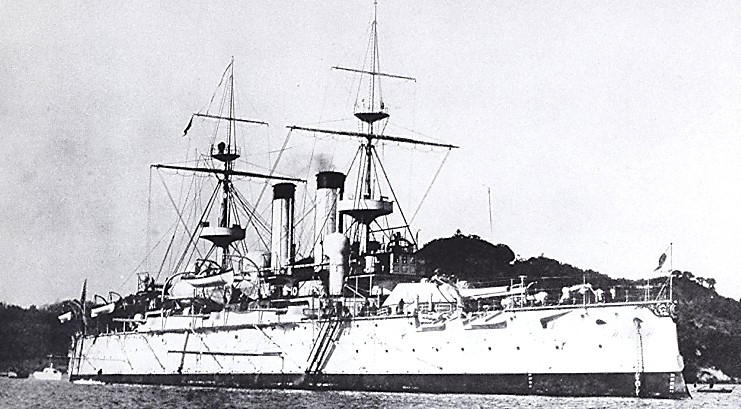
Jašima

- Fudži vstoupila do služby 17. srpna 1897 a během rusko-japonské války se zúčastnila bitvy o Port Arthur, bitvy ve Žlutém moři a bitvy u Cušimy. Po válce byla překlasifikována na kaibókan a poté sloužila k výcviku až do roku 1922, kdy byla odzbrojena. Do roku 1948 pak sloužila jako plovoucí kasárna.

- Jašima vstoupila do služby 9. září 1899. Účastnila se rusko-japonské války, ale už 15. května 1904 najela před Port Arthurem na minu a potopila se. Bylo to jedna z největších ztrát císařského námořnictva v rusko-japonské válce.